# لباس قروسطي أوروبي مبكر

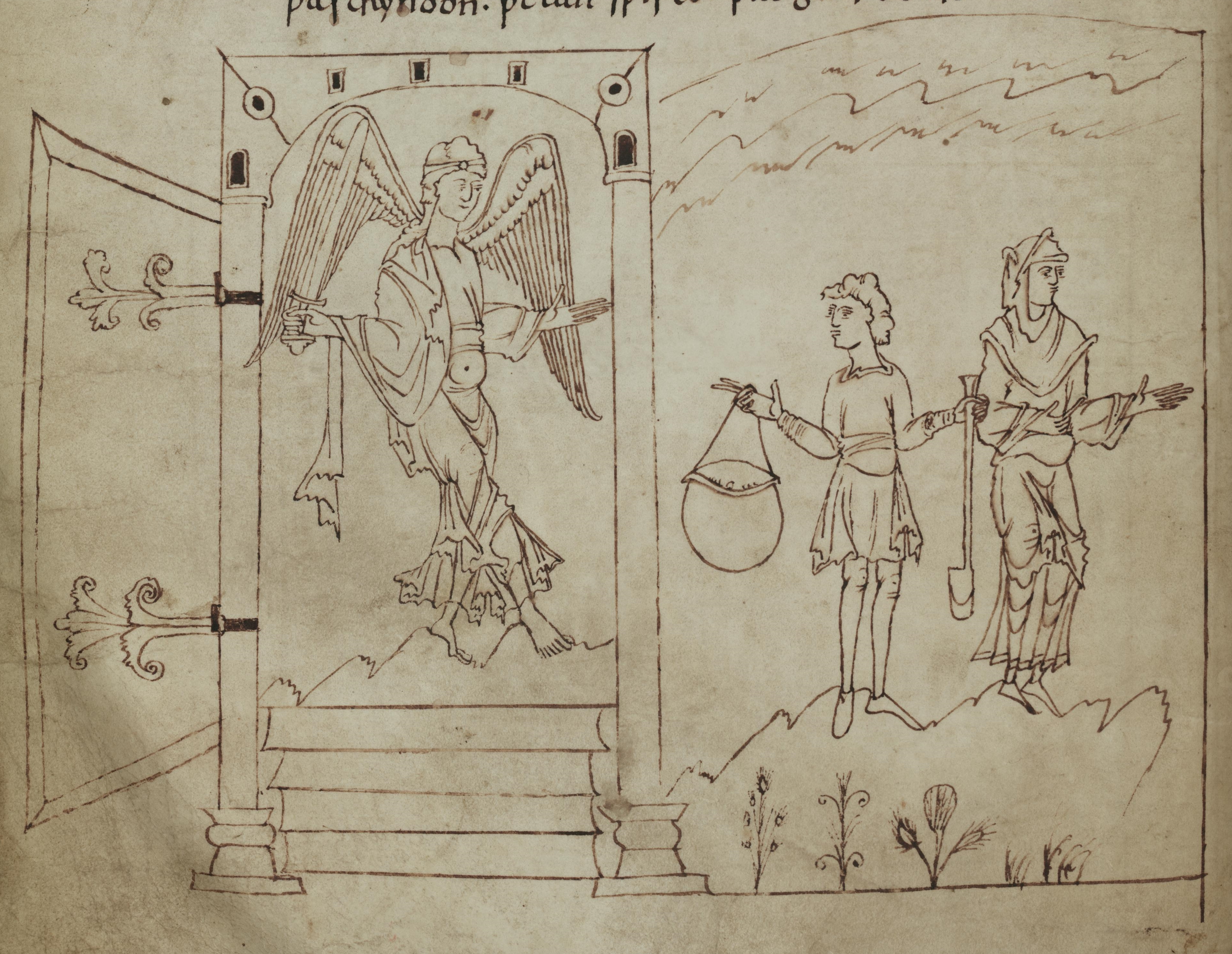

تغير اللباس القروسطي الأوروبي المبكر، في الفترة بين عامي 400 و1100 ميلادي تقريبًا، بشكل تدريجي للغاية. كانت السمة الرئيسية لهذه الفترة هي تلاقي الزي الروماني المتأخر مع الزي الخاص بالشعوب الغزاة التي انتقلت إلى أوروبا خلال هذه الفترة. لعدة قرون، ارتدى السكان في العديد من البلدان أزياءً مختلفة اعتمادًا على ما إذا كانوا قد اتصلوا بالشعب المُرَومن القديم، أو بالشعوب الجديدة مثل الفرنجة والأنجلوسكسونيين والقوط الغربيين. يمثل أكثر الاختلافات سهولة في التمييز بين المجموعتين في أزياء الرجال، إذ كان الغزاة يرتدون عادةً غلالة قصيرة مع أحزمة، ومعها بنطال بارز، أو جوارب طويلة، أو طماق. بقيت الكنيسة والشعوب المُرَومنة مخلصةً للغلالات الطويلة من الزي الرسمي الروماني، والتي كانت تصل حتى أسفل الركبة، وأحيانًا إلى الكاحلين. اختفت هذه الفروق بحلول نهاية تلك الفترة الزمنية، وظلت أشكال اللباس الروماني بمثابة أنماط خاصة من الملابس لرجال الدين بشكل أساسي؛ الصداري التي تغيرت قليلًا نسبيًا حتى يومنا هذا.
ما يزال العديد من الخصائص المتعلقة بالملبس لتلك الفترة مجهولًا، ويرجع ذلك جزئيًا إلى حقيقة أن الأثرياء فقط من كانوا يُدفنون بملابسهم. كان من العادة أن يُدفن معظم الناس في أكفان الدفن، المُسماه أيضًا بملاءات اللفّ. من الممكن أن الدفن بكامل الملبس قد كان يُنظر إليه حينها على أنه عادة وثنية، وربما كانت الأسر الفقيرة سعيدة بالاحتفاظ بمجموعة من الملابس الصالحة للاستخدام. كانت الملابس باهظة الثمن للجميع باستثناء الأغنى في تلك الفترة.

## المواد

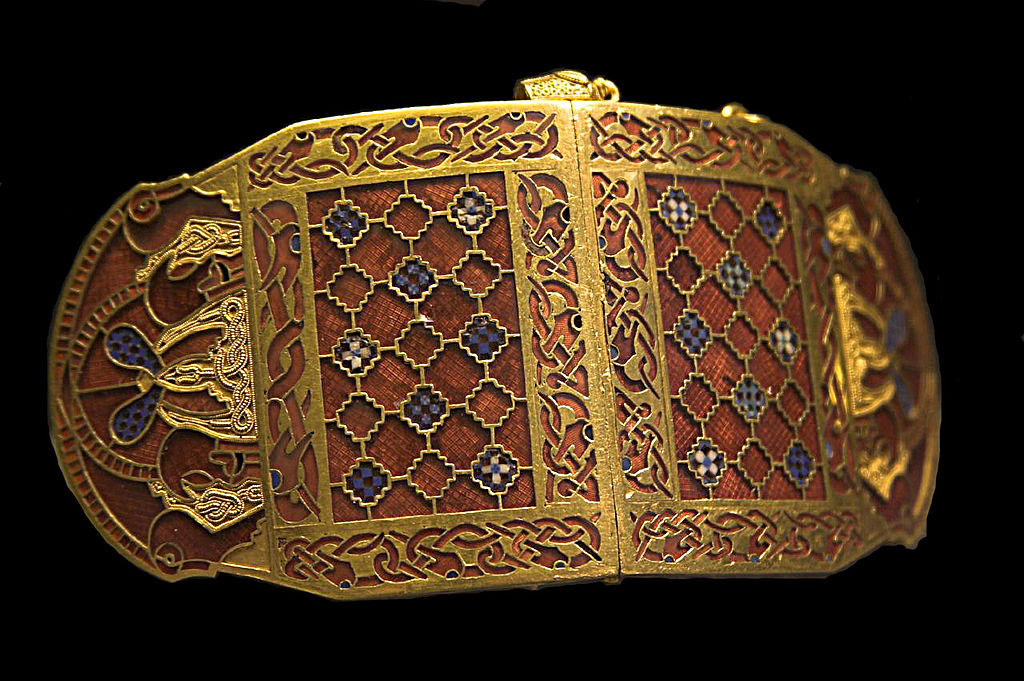
قفل الكتف

فضلًا عن النخبة، عانى معظم الناس في هذه الفترة من مستويات معيشة منخفضة، وعلى الأرجح أن ملابسهم كانت مصنوعة منزليًا، وكانت عادة من قماش مصنوع على مستوى القرية ومقطوع ببساطة شديدة. استوردت النخبة الحريرَ من بيزنطة، ومن الدول الإسلامية في وقت لاحق، وربما القطن أيضًا. كان بإمكانهم أيضًا شراء الكتان المبيض والمصبوغ، وأيضًا الصوف ذا الأنماط البسيطة والمنسوج في أوروبا نفسها. ربما كانت الزخرفة المطرزة منتشرة على نطاق واسع، على الرغم من عدم إمكانية ملاحظتها في الفن عادةً. من المرجح أن معظم الناس كانوا يرتدون الصوف أو الكتان فقط، غير مصبوغَين عادةً، وأيضًا الجلود أو الفراء من الحيوانات التي تُصطاد محليًا.
أظهرت الاكتشافات الأثرية أن النخبة، وخاصة الرجال منهم، كان بإمكانهم امتلاك مجوهرات رائعة، تمثلت في معظم الأحيان في بروشات لربط العباءات بها، وأيضًا مشابك الأحزمة، وحقائب اليد، وقطع تركيبات الأسلحة، والقلادات، وأشكال أخرى. تُعد اكتشافات موقع ساتون هوو، وأيضًا البروش الكلتي المعروف ببروش تارا، من أشهر الأمثلة في أيرلندا وبريطانيا في منتصف تلك الفترة. في فرنسا، عُثر على أكثر من ثلاثمئة نحلة ذهبية ومرصعة بالجواهر في قبر الملك الميروفنجي شيلديريك الأول (توفي عام 481، وقد سُرقت النحلات جميعها أو ضاعت باستثناء اثنتين). يُعتقد أن تلك النحلات كانت مستخدمة في تطريز عباءة الملك. كانت الإكسسوارات المعدنية المؤشراتِ الأوضح على الأفراد رفيعي المستوى. في إنجلترا الأنجلوسكسونية، وربما في معظم أنحاء أوروبا، لم يُسمح إلا للأفراد الأحرار فقط بحمل السيكس (نوع من السيوف الصغيرة) أو السكين، وقد ارتدى كلا الجنسين عادة واحدة في الخصر لاستخدامها في جميع الأغراض.

### الزخرفة
زُينت ملابس الرجال والسيدات على حد سواء بأربطة من الزخارف، أو بأشكال مختلفة من التطريز، أو بأربطة منسوجة بالأقراص، أو بحدود ملونة منسوجة ضمن النسيج في المنوال. جرى بحث عن أحد أمثلة أشغال الإبرة الأنجلوسكسونية الشهيرة والمعروفة بالأوبس أنجليكانُم (الأشغال الإنجليزية) في أماكن نائية كروما. ارتدى الأنجلوسكسونيون أحزمة مزخرفة.